# Chrysophyllum masoalense
Chrysophyllum masoalense là một loài thực vật có hoa trong họ Hồng xiêm. Loài này được (Aubrév.) G.E.Schatz & L.Gaut. mô tả khoa học đầu tiên năm 1996.